# Božidar Maksimović
Božidar (Boža) Maksimović (srbsko Божидар Максимовић), srbski politik in pravnik, * 1886, † 1969.
Pravo je študiral v Beogradu. Od leta 1919 je bil član glavnega odbora NRS, v letih 1923–1935 tudi narodni poslanec. Kot minister za notranje zadeve v letih 1924–1927 se je proslavil s svojo ostrino. V letih 1929–1932 in 1939 je bil prosvetni minister, v letih 1932–1934 pa pravosodni minister. Na skupščinskih volitvah leta 1935 je kandidiral s svojo kandidatno listo, vendar z njo ni prestopil volilnega praga. Leta 1941 je emigriral in bil minister v begunski vladi v Londonu.